# Lundviva
Lundviva (Primula elatior) är en växtart i släktet vivor. Den är fridlyst i Skåne län.

## Utseende
Lundvivan blir 10–30 cm hög och är till utseendet lik gullviva (P. veris), med håriga och tandade blad. Bladen är dock något rundare till formen än gullvivans. Blommorna, ofta 10–30 stycken, sitter i ensidiga samlingar på skaft som är 5–20 mm långa. Blommornas kronor är ljust gula, 15–25 mm breda och saknar doft. Fodret är vitaktigt och cylindriskt, med flikar som är dubbelt så långa som breda. Fruktkapseln blir 11–15 mm, längre än fodret (gullvivans kapsel blir kortare än fodret).

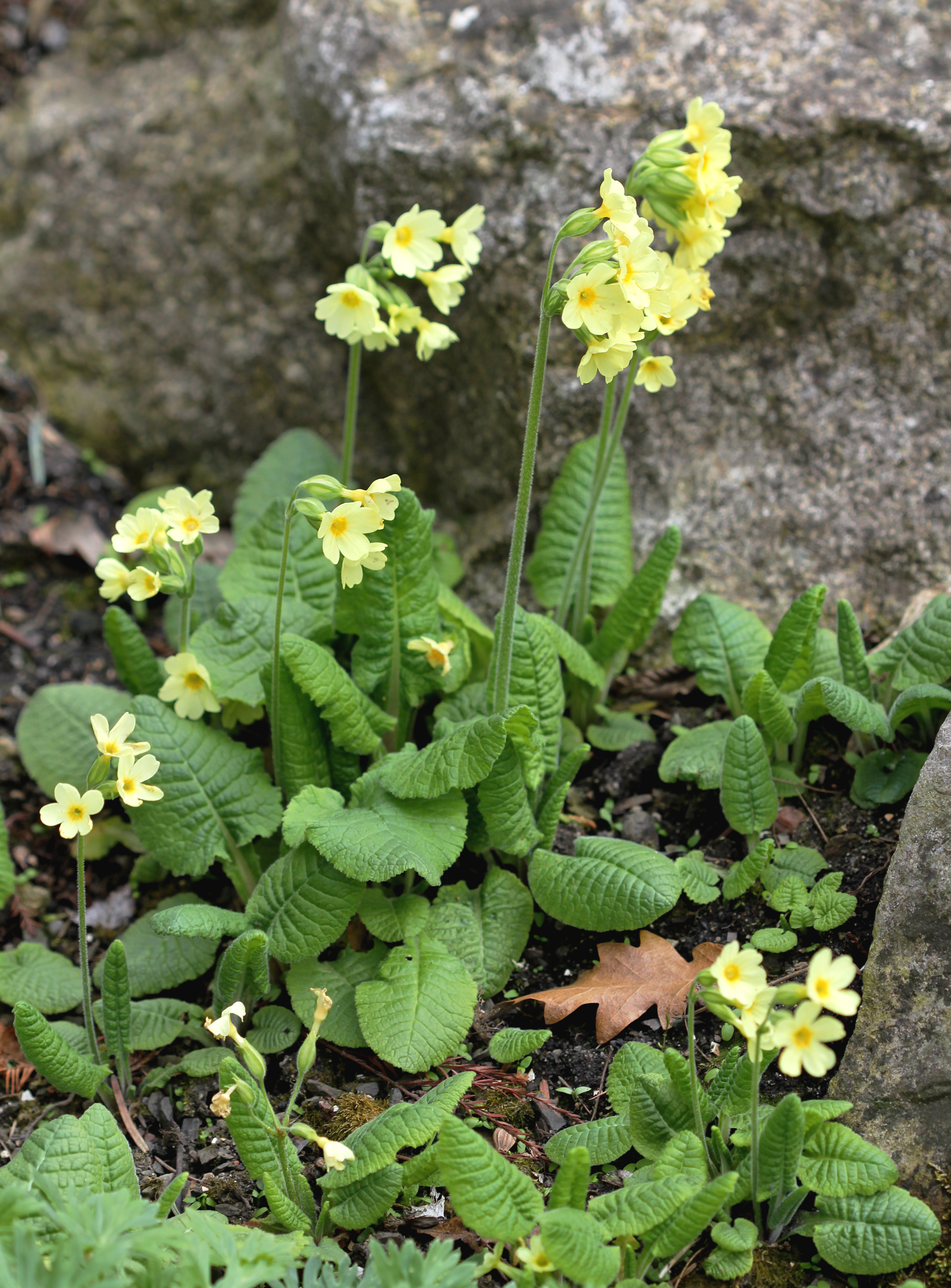
Primula elatior

## Utbredning och ekologi
Lundvivan finns i stora delar av Europa och bort till Altaj i centrala Asien, men i Norden återfinns den främst i Danmark, södra Sverige och södra Finland, samt på spridda platser i Skanderna, Tornedalen och några platser i västra och östra Finland. Den finns även odlad i stora delar av Europa och Asien. Arten kan hybridisera med gullviva (då kallad trädgårdsviva), samt med jordviva (P. vulgaris), då kallad P. x polyantha. 
Lundvivan trivs på näringsrik, kalkhaltig frisk–fuktig mark, såsom gräsmattor, lundar, åkerrenar och ädellövskogar. Den blommar i april–maj och pollineras främst av humlor och fjärilar.